# Виланова д'Асти
Вилано̀ва д'А̀сти (на италиански: Villanova d'Asti; на пиемонтски: Vilaneuva d'Ast, Виланеува д'Аст) е градче и община в Северна Италия, провинция Асти, регион Пиемонт. Разположено е на 260 m надморска височина. Населението на общината е 5845 души (към 2014 г.).